# 마비취
《마비취》(魔翡翠, Magic Crystal)는 홍콩에서 제작된 왕정 감독의 1986년 액션, 모험, 코미디, 판타지 영화이다. 유덕화 등이 주연으로 출연하였고 장국충 등이 제작에 참여하였다.

## 출연

### 주연
- 유덕화
- 신시아 로즈록

### 조연
- 막소총
- 장민
- 진백상
- 석견
- 왕정
- 고비
- 리차드 노튼
- 선웨이
- 종발
- 소빈빈
- 성규안

## 기타
- 출품인: 향화승
- 무술감독: 양소웅